# Перевёрнутые вопросительный и восклицательный знаки
Перевёрнутые вопросительный (¿) и восклицательный знак (¡) — знаки препинания, которыми начинаются, соответственно, вопросительные и восклицательные предложения на письме в некоторых языках, — например, испанском, астурийском, галисийском и варайском.
В испанском языке носят название: перевёрнутый вопросительный (signos de interrogación) и восклицательный знак (signos de exclamación).

## Использование
Перевёрнутые вопросительный и восклицательные знаки используются перед первой буквой вопросительного и восклицательного предложений соответственно.
Во втором издании Ortografía de la lengua castellana (1754 год) перевёрнутый вопросительный и восклицательный знаки рекомендованы для указания начала вопроса и восклицания, соответственно. Однако эти правила медленно входили в обиход. Существуют книги XIX века[какие?], где при наборе не использовались эти символы.
Они также могут быть скомбинированы несколькими способами для выражения сочетания вопроса с удивлением или недоверием. Начальные знаки обычно отражаются в конце предложения обычными знаками вопроса и восклицания (?, !), что используются в большинстве языков европейского происхождения. Также следует заметить, что перевёрнутые знаки размещаются ниже обычных, то есть выходят за нижнюю линию строки. В испанском языке перевёрнутые знаки вопроса и восклицания появились только в середине XVIII века, однако получили широкое распространение далеко не сразу. В настоящий же момент под влиянием английского языка наблюдается обратная тенденция — ставить знаки только в конце. Перевёрнутые знаки впервые были предложены Королевской академией испанского языка (исп. Real Academia Española) в 1754 году и приняты в течение следующего столетия.
В компьютерах перевёрнутые знаки поддерживаются различными стандартами, включая ISO 8859-1, Юникод и HTML. Их можно задать непосредственно с клавиатур, предназначенных для использования в испаноязычных странах или через альтернативные методы на других клавиатурах. Также перевёрнутые восклицательный и вопросительный знаки можно набирать с помощью клавиши Compose на системах, где она поддерживается.
Некоторые авторы не используют эти символы для коротких предложений. Это же правило справедливо для каталанского языка.
Лауреат Нобелевской премии Пабло Неруда отказывался использовать перевёрнутый вопросительный знак[значимость факта?].
При переписке в интернете корреспонденты могут опускать перевёрнутые знаки для экономии времени ввода.

## История
Перевёрнутые вопросительный и восклицательный знаки широко используются в испанском языке и иногда в некоторых других, связанных с ним происхождением, например в старых стандартах галисийского (ныне это допустимо, но не рекомендуется) или каталанского, а также в варайском и астурийском. В испанском языке носят названия перевёрнутый вопросительный (signos de interrogación) и восклицательный знак (signos de exclamación). В испанском языке при письме вопросительные и восклицательные знаки ставятся как в конце, так и в начале предложения: только в начале эти знаки стоят «вверх ногами».
В XIX веке была предпринята попытка ввести перевёрнутые вопросительные и восклицательные знаки и в португальский язык, о чём упоминается в книге Наполеау Мендеша де Алмейды «Методическая грамматика», § 970. Однако в португальском языке эти знаки не прижились по той причине, что многим было неудобно привыкнуть писать согласно этой системе, и в конечном итоге их решили не вводить в стандарты письма.

## Правила
- Вопросительный знак el signo de interrogación ставится не только в конце предложения, но и в начале, в перевёрнутом виде ¿?.
- Восклицательный знак el signo de admiración также ставится в начале в перевёрнутом виде ¡!, и восклицательное предложение тоже может находиться в середине фразы[5].

## Примеры использования
- ¿Cómo estás? (Как дела?)
- ¿Qué día de la semana es hoy? (Какой сегодня день недели?)
- ¡Hola! (Привет!)
- ¡Adiós! (До свидания!)
- ¡¿Qué haces?! (Что ты делаешь?!)
- ⸘Qué haces‽ (Что ты делаешь‽) (использование интерробанга не является общепринятым)